# Гандрик, Матей
Ма́тей Га́ндрик, немецкий вариант — Маттеус Гандрик (в.-луж.  Matej Handrik, нем. Matthäus Handrick, 5 апреля 1864 года, деревня Ямно, Лужица, Саксония — 6 февраля 1946 года, деревня Эрдеборн, Германия) — лютеранский священнослужитель, серболужицкий писатель, публицист, филолог и собиратель народного творчества.
Родился в 1864 года в серболужицкой деревне Ямно в крестьянской семье. Благодаря материальной поддержке лютеранского священника Матея Урбана обучался в гимназиях в Болеславце, Будишине и Каменце. С 1886 по 1889 года изучал лютеранское богословие в Бреслау и славистику под руководством профессора Августа Лескина в Лейпциге. После возвращения на родину с 1890 по 1892 года служил помощником проповедника в селе Будестецы. В 1886 году вступил в культурно-просветительскую организацию «Матица сербо-лужицкая». В 1892 году был назначен преемником Юлиуса Велана на должность настоятеля лютеранского прихода в селе Слепо. В 1934 году по приказу нацистских властей отстранён от службы и отправлен на пенсию, после чего переехал в Дрезден и позднее — в деревню Эрдеборн, где скончался в 1946 году.
Опубликовал многочисленные публицистические и научно-популярные статьи по серболужицкой диалектологии, истории и народной культуре серболужицкого народа в различных периодических изданиях.
Сотрудничал с немецким художником Вильямом Краузе. 
Основные сочинения
- Rukopisy Hansa Nepile-Rowniskeho. ČMS 49 (1896), str. 73-89; 51 (1898), str. 65-74; 52 (1899), str. 42-55 a 88-115; 53 (1900), str. 14-41
- Slěpjanska swaŕba. ČMS 54 (1901), str. 18-37
- Wšelake wašnja a přiwěrki ze Slepjanskeje wosady. ČMS 54 (1901), str. 109—125
- Dodawk k serbskej statistice. ČMS 56 (1903), str. 45-46 a 57 (1904), str. 45-47
- Započatki Serbow we Łužicy. ČMS 89 (1936), str. 40-64